# Systemlås
Systemlås är lås med ett låssystem där en huvudnyckel går till alla lås i gruppen och övriga nycklar, går endast till vissa lås. Likalåsning är när alla nycklar passar samtliga lås i gruppen.
Moderna systemlås har ett serviceläge, där det endast är möjligt att öppna låset med låsgruppens servicenyckel (huvudnyckel), när låsets speciella nyckel tagits ur låset i serviceläget. Vid normalläget, kan bara låsets speciella nyckel öppna låset.
Systemlås används också som benämning på vissa Nokias mobiltelefoner och är ett alternativ till knapplås utan kod och gör telefonen obrukbar.